# Signaturgesetz (Österreich)
Das Bundesgesetz über elektronische Signaturen (Signaturgesetz - SigG) regelte in Österreich den rechtlichen Rahmen für die Erstellung und Verwendung elektronischer Signaturen sowie für die Erbringung von Zertifizierungsdiensten. Die Aufsicht über die Anbieter von Zertifizierungsdiensten und die Einhaltung der gesetzlichen Regelungen zur elektronischen Signatur war mit dem Signaturgesetz und ist mit dessen Nachfolgesetz, dem Signatur- und Vertrauensdienstegesetz, die Rundfunk und Telekom Regulierungs-GmbH (RTR).

## Historie

### Signaturgesetz und Signaturverordnung 2008
Österreich war das erste Land, das mit Einführung des Signaturgesetzes die Richtlinie 99/93/EG des Europäischen Parlaments und des Europäischen Rates vom 13. Dezember 1999 über gemeinschaftliche Rahmenbedingungen für elektronische Signaturen umgesetzt hatte. Das Gesetz unterschied zwischen der (einfachen) elektronischen Signatur und der sicheren elektronischen Signatur, welche im Wesentlichen der qualifizierten elektronischen Signatur in Deutschland entspricht.
Das Signaturgesetz wurde durch die mit 7. Jänner 2008 kundgemachte Signaturverordnung 2008 (SigV 2008) samt Anhang näher ausgeführt. Mit deren § 16 trat die Verordnung des Bundeskanzlers über elektronische Signaturen, BGBl. II Nr. 30/2000, in der Fassung der Verordnung BGBl. II Nr. 527/2004, samt Anhang außer Kraft.

### Bestätigungsstellenverordnung
Mit der Verordnung des Bundeskanzlers über die Eignung von Bestätigungsstellen (Bestätigungsstellenverordnung – BestV),
BGBl. II Nr. 117/2002, in Kraft getreten am 20. März 2002, materiell derogiert durch BGBl. II Nr. 299/2002, in Kraft getreten am 27. Juli 2002, wurden im Anhang „die von der Kommission der Europäischen Gemeinschaften mit Entscheidung vom 6. November 2000 (Amtsblatt Nr. L 289 vom 16. November 2000, S 42 bis 43, CELEX-Nr.: 32000D0709) festgelegten Mindestkriterien, die von den Mitgliedstaaten bei der Benennung der Stellen gemäß Artikel 3 Absatz 4 der Richtlinie 1999/93/EG des Europäischen Parlaments und des Rates über gemeinschaftliche Rahmenbedingungen für elektronische Signaturen zu berücksichtigen sind“. Die Verordnung wurde mit BGBl. II Nr. 208/2016 zum 1. August 2016 außer Kraft gesetzt.

### Novellierung 2008
Mit dem Bundesgesetz, mit dem das Signaturgesetz, das Ziviltechnikergesetz, das Rezeptpflichtgesetz sowie die Gewerbeordnung 1994 geändert werden, BGBl. I Nr. 8/2008, Artikel 1, trat zum 1. Jänner 2008 eine Novelle des Signaturgesetzes in Kraft, die unter anderem folgende Änderungen vornahm:
1. Wesentliche Bestimmungen waren damit nur noch auf Anbieter qualifizierter Zertifikate oder qualifizierter Zeitstempeldienste anzuwenden. Ausnahmen waren lediglich die Genehmigungsfreiheit von Zertifizierungsdiensten (§ 6 Abs 1), die Bestimmungen zum Datenschutz (§ 22), sowie die Anerkennung ausländischer Zertifikate (§ 24).
2. Der Begriff fortgeschrittene elektronische Signatur wurde damit explizit und in Übereinstimmung mit der europäischen Richtlinie definiert. Der Begriff sichere elektronische Signatur wurde durch den Begriff qualifizierte elektronische Signatur abgelöst. Neu wurde auch die sichere Signaturerstellungseinheit in die Begriffsbestimmungen aufgenommen.
3. Signatoren können seither nicht nur natürliche, sondern auch juristische Personen sein. Qualifizierte Zertifikate können jedoch nur für natürliche Personen ausgestellt werden; somit können nur natürliche Personen qualifizierte elektronische Signaturen ausstellen.
4. Zur Identifikation von Personen wurden neben einem amtlichen Lichtbildausweis auch andere gleichwertige Methoden zugelassen, z. B. die Identifizierungen über RSa-Brief oder der Rückgriff auf bereits in der Vergangenheit erfolgte Identifizierungen durch einen Lichtbildausweis.

Zielsetzung der Novelle war der Problembeschreibung in den Erläuterungen der Regierungsvorlage im November 2007 entsprechend eine Klarstellung und Vereinfachung der Regelungen, um den Markt für Zertifizierungsdiensteanbieter attraktiver zu gestalten und so die Verbreitung elektronischer Signaturen zu fördern; „Über-Umsetzungen“ der europäischen Richtlinie wurden damit beseitigt.

### Außerkrafttreten 2016 und Erlassung des Signatur- und Vertrauensdienstegesetzes samt Verordnung
In Umsetzung der Verordnung (EU) Nr. 910/2014 (eIDAS-Verordnung) wurde das Bundesgesetz über elektronische Signaturen und Vertrauensdienste für elektronische Transaktionen (Signatur- und Vertrauensdienstegesetz – SVG), BGBl. I Nr. 50/2016 Artikel 1, erlassen, das mit 1. Juli 2016 in Kraft getreten ist. Mit dessen § 20 wurde das Signaturgesetz mit Ablauf des 30. Juni 2016 außer Kraft gesetzt.
Durch die Erlassung der Verordnung des Bundeskanzlers, mit der die Verordnung über elektronische Signaturen und Vertrauensdienste für elektronische Transaktionen (Signatur- und Vertrauensdiensteverordnung – SVV) und die Verordnung des Bundeskanzlers über die Feststellung der Eignung des Vereins „Zentrum für sichere Informationstechnologie – Austria (A-SIT)“ als Bestätigungsstelle erlassen werden, BGBl. II Nr. 208/2016, in Kraft getreten mit 2. August 2016 traten gleichzeitig außer Kraft:
- die Verordnung des Bundeskanzlers über elektronische Signaturen (Signaturverordnung 2008), BGBl. II Nr. 3/2008, in der Fassung der Verordnung BGBl. II Nr. 401/2010, samt Anhang,
- die Verordnung des Bundeskanzlers über die Feststellung der Eignung des Vereins „Zentrum für sichere Informationstechnologie – Austria (A-SIT)“ als Bestätigungsstelle, BGBl. II Nr. 31/2000, und
- die Bestätigungsstellenverordnung (BestV), BGBl. II Nr. 299/2002.